# Lågspänningsdirektivet
Lågspänningsdirektivet (2014/35/EU) är ett EU-direktiv som säger att "människor, egendom och husdjur ska vara skyddade från skada orsakad av elektriska produkter." Det är en modifiering av det äldre lågspänningsdirektivet 2006/95/EG från augusti 2007. Det gamla lågspänningsdirektivet 2006/95/EG gällde till och med den 20 april 2016, då den upphörde att gälla och ersättes med det nya lågspänningsdirektivet 2014/35/EG. Det första lågspänningsdirektivet 73/23/EEG var från 1973.
Direktivet avser utrustningar där spänningen i kontaktdonen är mellan 50 och 1000 volt växelström eller mellan 75 och 1500 volt likström, med vissa undantag för utrustningar som omfattas av andra regler.
Elsäkerhetsverket är tillsynsmyndighet för lågspänningsdirektivet i Sverige.
Direktivet gäller före nationella regler, vilket innebär att all utrustning som säljs i EU måste uppfylla dem och inte behöver uppfylla andra nationella regler.

## Viktigaste säkerhetsregler
De viktigaste reglerna en produkt ska uppfylla anges i bilaga 1:
1. Allmänna villkor
a) För att säkerställa att den elektriska utrustningen används säkert och i tillämpningar som den är avsedd för, skall de väsentliga uppgifterna anges på utrustningen eller, om detta inte är möjligt, på en medföljande anvisning.
b) Fabrikatets namn eller varumärket anges klart och tydligt på den elektriska utrustningen eller, då detta inte låter sig göras, på förpackningen.
c) Den elektriska utrustningen, tillsammans med tillhörande komponenter, utförs på ett sådant sätt att det finns garantier för att den kan monteras och anslutas på ett säkert och korrekt sätt.
d) Den elektriska utrustningen konstrueras och tillverkas så att skydd mot sådana risker som anges i punkterna 2 och 3 i denna bilaga garanteras, förutsatt att utrustningen används till de ändamål den är avsedd för och underhålls på ett nöjaktigt sätt.
2. Skydd mot risker orsakade av elektrisk utrustning
Åtgärder av teknisk art bör föreskrivas i överensstämmelse med punkt 1 för att säkerställa
a) att människor och husdjur är tillfredsställande skyddade mot fara för fysisk skada eller annan skada som kan orsakas av direkt eller indirekt beröring,
b) att temperaturer, ljusbågar eller strålning, som skulle kunna orsaka fara, inte kan uppstå,
c) att människor, husdjur och egendom är tillfredsställande skyddade mot faror som inte är av elektrisk natur, vilka enligt erfarenhet kan orsakas av den elektriska utrustningen,
d) att isoleringen är lämplig för de förhållanden som kan förutses.
3. Skydd mot risker som kan orsakas av yttre påverkan på den elektriska utrustningen
Tekniska åtgärder skall fastställas i överensstämmelse med punkt 1 för att säkerställa:
a) att den elektriska utrustningen uppfyller de förväntade mekaniska kraven på ett sådant sätt att människor, husdjur och egendom inte utsätts för fara,
b) att den elektriska utrustningen är motståndskraftig mot påverkan som inte är av mekanisk natur under de förväntade miljöbetingelserna på ett sådant sätt att människor, husdjur och egendom inte utsätts för fara,
c) att den elektriska utrustningen inte utsätter människor, husdjur och egendom för fara vid överbelastningsförhållanden som kan förutses.